# 瓦西里夫斯凯 (扎波罗热区)
47°56′0″N 35°20′4″E / 47.93333°N 35.33444°E
瓦西里夫斯凱（烏克蘭語：Василівське）是位於烏克蘭東南部的村莊，由扎波羅熱州扎波羅熱区的米哈伊利夫卡市鎮負責管轄。該村分別距離克里尼奇内1.5公里和沃利尼揚斯克6公里，面積0.186平方公里。